# ISO/OSI referenčni model
ISO/OSI referenčni model predstavljaja modulirano zgradbo protokolov, kjer vsak sloj opravlja določeno atomarno nalogo. Celoten skupek slojev deluje kot celota.
Omrežni sloji so gradniki OSI in TCP/IP.

## OSI model
1. Aplikacijska plast: vmesnik med uporabnikom in OSI modelom. Tu so definirani protokoli za elektronsko pošto, svetovnega spleta, prenašanje datotek, časovni protokol. Odgovoren je za prepoznavo sogovornika in sinhronizacije komunikacije.
2. Predstavitvena plast: zagotavlja različne načine kodiranja in sisteme pretvorb za aplikacijsko plast. Pretvarja podatke, poslane po omrežju, iz ene v drugo obliko, določa sintakso, transformacijo in formiranje podatkov.
3. Sejna plast: nadzira komunikacijo med računalniki. Vzpostavlja ter prekinja komunikacijo med lokalnim in oddaljenim računalnikom. Določa vrsto komunikacij (enosmerno, dvosmerno).
4. Transportna plast: plast definira način prenosa, dolga sporočila razbije na manjše dele. Odkriva in odpravlja napake, multipleksira.
5. Omrežna plast: Vzpostavlja, prekinja in vzdržuje povezavo med uporabniki. Izbira pot in skrbi za preklapljanje paketov, zavez ter sporočil.
6. Povezovalna plast: ta določa enote sporočila, način ugotavljanja napak, kontrolo pretoka, MAC podnivo.
7. Fizična plast: Predpisuje prenosni medij preko katerega se prenašajo podatki. Definira nivo signala, hitrost prenosa, način zapisa podatkov.

Referenčni model ISO/OSI je sestavljen iz sedmih plasti. Na vsaki plasti so določene posamezne omrežne funkcije. Model je bil razvit leta 1984 in velja za osnovni arhitekturni model za komunikacijo med računalniki. Model OSI je sistematičen in konceptualno zasnovan, vendar je le referenčni model, ki v celoti ni nikoli zaživel.

## Fizična plast
Fizična plast definira električne in mehanske lastnosti vodnikov in konektorjev. Definirane so prenosne frekvence in napetostni nivoji, načini kako se zapisujejo podatki v obliko, ki je primerna za prenos po izbranem mediju.
Mediji: bakreni vodniki (koaks, utp,...), optika
Konektorji: BNC, RJ45 ...

## Povezovalna plast
Povezovalna plast skrbi za:
- določanje enote sporočil (znake, bloke, pakete),
- način ugotavljanja napak med dvema sosednjima vozliščema,
- odpravo napak,
- omrežno topologijo,
- mehanizme dostopa do prenosnega medija.
- kontrolo pretoka

Povezovalna plast se deli na dve podplasti: 
- MAC (Media Access Control)
- LLC (Logical Link Control)

Protokoli: Ethernet, FDDI, PPP, ARP;

## Omrežna plast
Omrežna plast skrbi za pravilno potovanje paketov različnih dolžin in po različnih poteh. Zagotavlja pravilno fragmentacijo in defragmentacijo, pravilen vrstni red pošiljanja in prejemanja paketov. Zagotavljanje kvalitete servisa je prav tako naloga te plasti.
Protokoli: IP, IPX, DecNet

## Transportna plast
Transportna plast zagotavlja višje ležečim plastem povezavo med končnima računalnikoma. Na prenosni poti poskrbi za pravilen in zanesljiv prenos podatkov. Med drugim določa:
- razstavljanje dolgih sporočil na pakete (fragmentacija) ob oddajanju in sestavljanje sporočil iz paketov (defragmentacija) ob sprejemanju. Pri tem je pomembna urejenost zaporedja paketov, saj lahko paketi prispejo v drugačnem vrstnem redu, kot so bili poslani;
- odkrivanje in odpravljanje napak: transportna plast odkriva napake in o tem obvesti plast, na kateri je do napake prišlo.

## Sejna plast
Sejna plast določa:
- vzpostavitev, vzdrževanje in prekinitev seje, to je komunikacije med končnimi računalniki;
- vrsto komunikacije:
  - enosmerna (simplex): na eni strani je postaja, ki oddaja sporočilo, na drugi strani pa ena ali več postaj, ki sporočilo sprejemajo;
  - izmenično dvosmerno (half duplex): postaja lahko sprejema in oddaja podatke, vendar jih lahko istočasno samo oddaja ali samo sprejema
  - dvosmerno (full duplex): postaja lahko istočasno sprejema in oddaja podatke.

## Predstavitvena plast
Predstavitvena plast skrbi za uskladitev različnih načinov predstavitve podatkov:
- kompresijo in dekompresijo podatkov (kodiranje ali zamenjava pogostih funkcij ali besed z zelo kratko kodo, z namenom povečanja učinkovitosti prenosa);
- nabor znakov in kod (ASCII, EBCDIC),
- šifriranje podatkov za potrebe zaščite podatkov, ki so v ta namen ob prenosu kodirani, da jih lahko razume le uporabnik, kateremu je sporočilo namenjeno,
- podatkovne formate, ki omogočajo uporabo standardnih predstavitvenih, zvočnih in video formatov za potrebe uporabe aplikacij na različnih računalniških sistemih.

## Aplikacijska plast
Aplikacijska plast je vmesnik med uporabnikom in komunikacijskim omrežjem. Določa protokole, ki omogočajo elektronsko pošto, izdelavo predstavitvenih strani, prenašanje datotek in podobno. Skladno z razvojem OSI modela so se razvijale tudi aplikacije OSI, ki pa se niso širše uveljavile. Primeri: File Transfer, Access and Management (FTAM), Virtual Terminal Protocol (VTP).